# Spinotto siciliano
Lo spinotto siciliano è una razza canina, originaria della Sicilia.
Spinuottu "'na sputazzedda i cani" (in siciliano), spinotto, un piccolo sputo di cane.

## Descrizione
Miniatura dello Spino degli Iblei, gli assomiglia particolarmente.  Cane di taglia piccola con il carattere da "cane grande".
Cane sentinella, in grado di allertare gli Spini grazie alle ottime doti uditive e all'abbaiare forte e persistente che dà agli intrusi l'idea di un cane molto più grande e pericoloso di quello che realmente è: peso sui 5-7 kg, colore mantello in genere nero. La razza è censita, circa due dozzine i soggetti riconosciuti.

## Luoghi di Origine
Luogo d'origine la Piana di Vittoria, zona pedemontana degli Iblei, area pianeggiante delimitata dal mar Mediterraneo, ad est dall'Altopiano Ibleo e a nord-ovest dal fiume Dirillo e le modeste alture di Niscemi e Mazzarrone che separano la piana di Vittoria dalla piana di Gela.